# Пестроголовая аимофила
Пестроголовая аимофила (лат. Rhynchospiza strigiceps) — вид воробьиных птиц из семейства Passerellidae. Подвидов не выделяют.

## Распространение
Обитают в Аргентине и Парагвае. Это мигрирующие птицы, обитающие в центральной Аргентине, но способные достигать северо-восточной Аргентины, западного Парагвая и юго-восточной части Боливии зимой (Южного полушария).

## Описание
Длина тела 15-16 см. Верхняя часть светло-коричневая с более темными прожилками и различными сочетаниями ржавого и серого цвета. Он бледно-серый снизу, переходящий в желтоватый на боках. Голова серая с коричневой макушкой и заглазничными полосами, бледными предглазьями и чёрной полосой «усов». Хвост длинный.

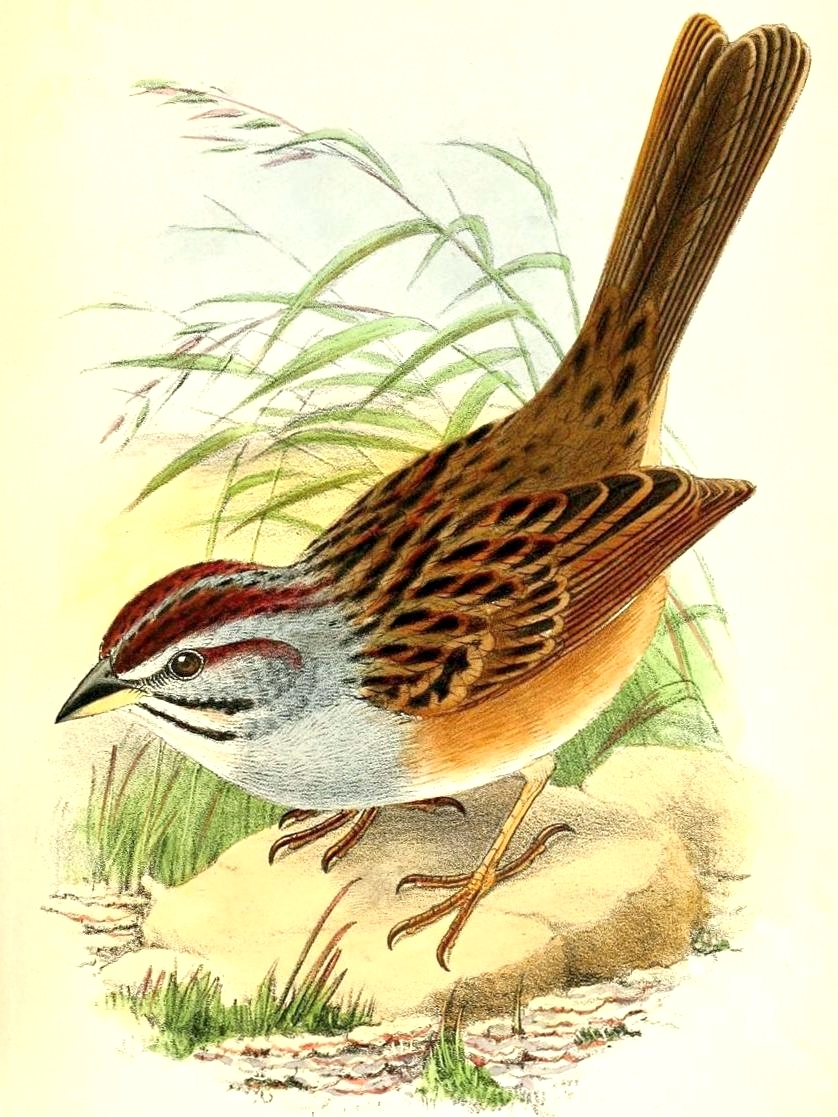

## Биология
Вне сезона размножения присоединяются к смешанным группам кормящихся птиц. Питаются семенами и насекомыми. Птенцов кормят только насекомыми.
В двух обследованных гнёздах было найдено 2 и 3 яйца соответственно. Иногда представители вида подвергаются гнездовому паразитизму со стороны Molothrus bonariensis.